# 에리크 폰 로젠 백작

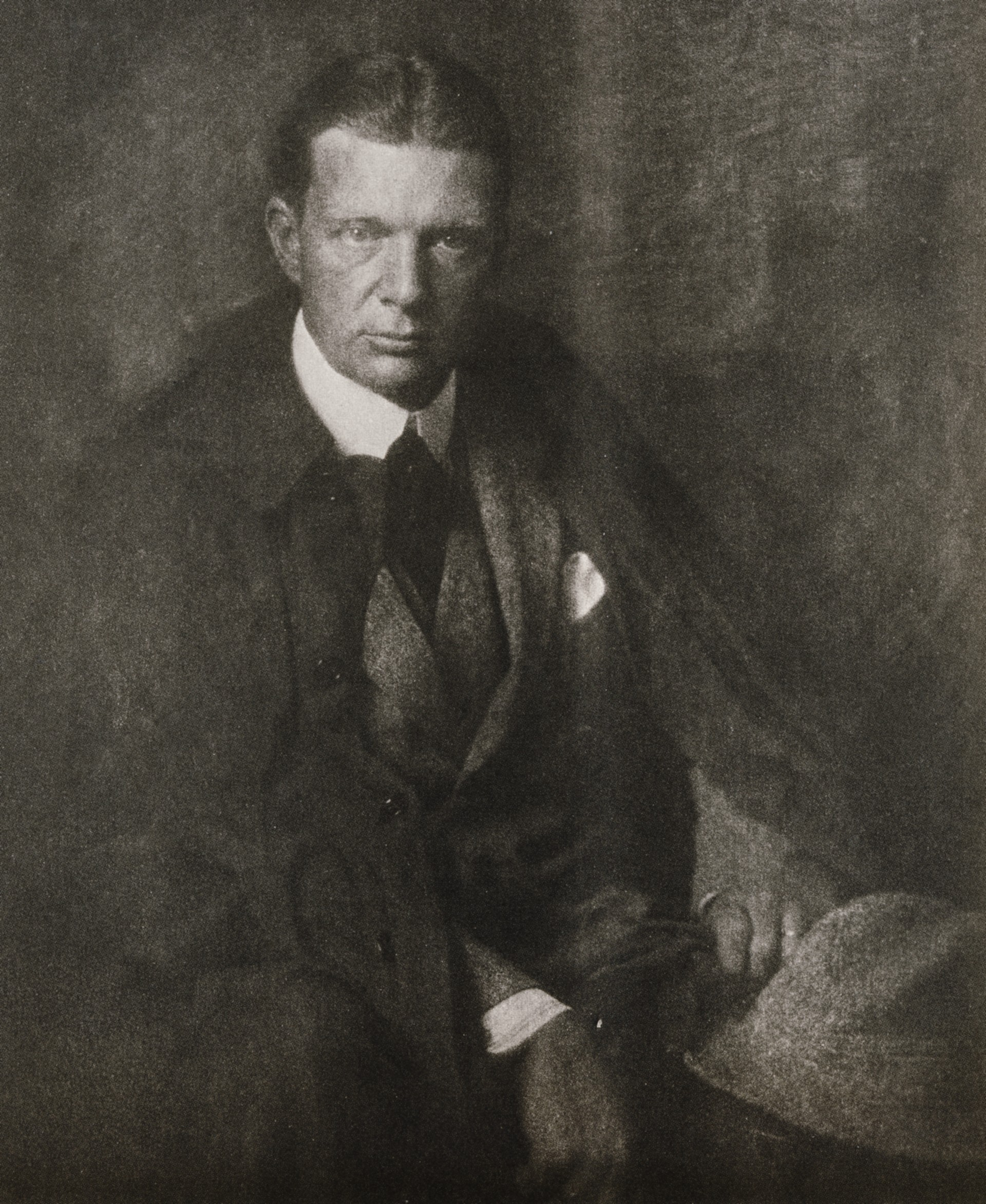

카를 구스타프 블룸필드 에리크 폰 로젠 백작(독일어: Graf Carl Gustaf Bloomfield Eric von Rosen: 1879년 6월 2일-1948년 4월 25일)은 스웨덴의 탐험가, 독지가, 민족지학자, 사교계 명사다.
부친은 카를 구스타프 폰 로젠 백작, 모친은 미국 필라델피아 출신의 엘라 칼턴 무어(Ella Carlton Moore)인데, 모친은 윈스롭가의 후예였다. 형은 국제올림픽위원 클래런스 폰 로젠 백작이다.
남작영애 마리 포크와 결혼하여 3남 2녀(1905년생 비외른, 1906년생 마리, 1909년생 카를, 1913년생 브리기타, 1919년생 에길, 1926년생 안나)를 낳았다. 브리기타의 아들인 외손자는 영화감독 페터 네슈틀러다. 에리크 폰 로젠 백작은 처가를 통해 헤르만 괴링의 인척이 된다. 처의 여동생 카린 폰 칸초가 괴링과 결혼했기에 괴링과 백작은 동서지간이다. 괴링이 스웨덴으로 로젠을 만나러 비행을 왔다가 악천후 때문에 돌아가지 못하고 로젠의 성에 묵었는데, 이 때 로젠의 처제 카린과 처음 만났다. 카린은 당시 스웨덴 장교 닐스 폰 칸초와 결혼한 사이였고, 1922년 이혼한 뒤 괴링과 재혼했다.
로젠은 개인 문장으로 팔이 좀 짧은 갈고리 십자를 사용했다. 로젠은 이것을 학생 시절 고틀란드의 룬돌에서 처음 보았고, 갈고리 십자가 바이킹들에게 행운의 부적이었음을 알고 1901년 남미 탐험 때 자기 물건들마다 모두 갈고리 십자를 새겨넣었다. 로젠 백작은 친핀란드 인사였고, 1918년 3월 핀란드가 독립하자 비행기 한 대를 선물했다. 이것이 핀란드 공군의 시작이 되어서 핀란드는 한동안 로젠 백작의 짧은 팔 갈고리 십자가를 표장으로 사용했다.
로젠 백작은 자기 성의 벽난로에도 철로 주물을 뜬 갈고리 십자를 장식해 두었다. 괴링이 로젠의 성에 묵으면서 이것을 보았을 가능성이 충분히 있다. 하지만 나치당은 괴링이 입당(1922년)하기 2년 전인 1920년에 이미 갈고리 십자를 상징물로 사용하기 시작했기에, 로젠 백작의 갈고리 십자가 나치 갈고리 십자의 유래가 된 것은 아니다. 하지만 로젠 백작도 나치와 아주 무관계한 사람은 아니라서, 1935년 스웨덴 나치당 행사에서 연설을 하기도 했다.